# Driftsebesség
A  driftsebesség az elektronok átlagos sebessége, mely külső elektromos tér hatására jön létre.
Általában az elektronok egy vezetőben a Fermi-szint környékén rendezetlen mozgást végeznek.
Elektromos tér hatására ehhez a rendezetlen mozgáshoz egy egyirányú kis sebességű mozgás adódik hozzá.
Félvezetőkben a két fő szóródási mechanizmus, az ionizált töltéshordozó szóródás szennyezett félvezetőben és a kristály szóródás.
Az áram arányos a driftsebességgel, és fordítva, arányos a külső elektromos térrel, így Ohm törvénye a driftsebességgel is magyarázható.
A  driftsebesség a következő egyenlettel fejezhető ki:
{\displaystyle J_{\it {drift}}=\sigma \cdot v_{\it {avg}}}
ahol 
{\displaystyle J_{\it {drift}}} az áramsűrűség,
{\displaystyle \sigma }  a töltéssűrűség( C/m³),és vavg  a töltéshordozók átlagos sebessége (driftsebesség);
{\displaystyle v_{\it {avg}}=\mu \cdot E}, ahol μ az elektron mobilitás, (m^2)/[V.s]) és E az elektromos térerősség V/m.

## Numerikus példa
Az elektromosságot a réz közismerten jól vezeti.
A réz sűrűsége: 8,94 g/cm³, és moláris tömege: 63,546 g/mol, így 140685,5 mol/m³. 
(1 molban 6,022×1023 atom van (Avogadro-szám).)
Ezért 1 m³ rézben közel 8,5×1028 atom van (6,022×1023 × 140685,5 mol/m³).
A rézben egy atomhoz egy szabad elektron tartozik, így  n  8,5×1028 electron/m³.
Feltételezzünk I=3 amper áramerősséget és a vezeték átmérője legyen 1 mm.
A vezeték keresztmetszete 7,85×10−7 m² (A= π×0,0005²). 
1 elektron töltése q=-1,6×10−19 Coulomb.
A driftsebesség:
 
{\displaystyle v={I \over nAq}}
{\displaystyle v={3 \over {\big (}{{8,5\times 10^{28}}{\big )}\times {\big (}{7,85\times 10^{-7}}{\big )}\times {\big (}{-1,6\times 10^{-19}}{\big )}}}}
{\displaystyle v={-0,00028}{\text{ m/s}}\,\!}
Tehát ebben a vezetékben a driftsebesség -0,00028 m/s, azaz kereken: 1,0 m/óra.
Összehasonlításképpen ezen elektronok Fermi sebessége (mely szobahőmérsékleten áram hiányában feltételezhető) közel 1570 km/s.
Váltakozó áram esetén az elektronok driftsebességének iránya a frekvenciával változik.
A fenti példa nyomán 60 Hz hálózat esetén az elektronok
{\displaystyle A=(1/2F)(2{\sqrt {2}}/\pi )|V|=2,1*10^{-6}{\text{m}}} amplitúdóval váltakoznak.